# Zentralsymmetrische Matrix

Symmetriemuster einer zentralsymmetrischen (5×5)-Matrix

Eine zentralsymmetrische Matrix ist in der Mathematik eine quadratische Matrix, die punktsymmetrisch bezüglich ihres Mittelpunkts ist. Zentralsymmetrische Matrizen treten unter anderem bei der numerischen Lösung bestimmter Differentialgleichungen und bei der Untersuchung von Markow-Prozessen auf.

## Definition
Eine quadratische Matrix {\displaystyle A\in K^{n\times n}} über einem Körper {\displaystyle K} heißt zentralsymmetrisch, wenn für ihre Einträge
{\displaystyle a_{i,j}=a_{n-i+1,n-j+1}}
für {\displaystyle i,j=1,\ldots ,n} gilt. Die Einträge einer zentralsymmetrischen Matrix verändern sich demnach nicht, wenn sie am Mittelpunkt der Matrix gespiegelt werden.

## Beispiele
Zentralsymmetrische Matrizen der Größe {\displaystyle 3\times 3} haben die allgemeine Form
{\displaystyle A={\begin{pmatrix}a&b&c\\d&e&d\\c&b&a\end{pmatrix}}}
und diejenigen der Größe {\displaystyle 4\times 4} die Form
{\displaystyle A={\begin{pmatrix}a&b&c&d\\e&f&g&h\\h&g&f&e\\d&c&b&a\end{pmatrix}}}
mit {\displaystyle a,b,c,d,e,f,g,h\in K}.

## Eigenschaften

### Symmetrien
Mit der Permutationsmatrix {\displaystyle J\in K^{n\times n}} definiert durch
{\displaystyle J=(\delta _{i,n-j+1})_{ij}={\begin{pmatrix}0&&1\\&\cdot ^{\,\cdot ^{\,\cdot }}&\\1&&0\end{pmatrix}}}
lassen sich zentralsymmetrische Matrizen auch kompakt durch die Bedingung
{\displaystyle JA=AJ}
charakterisieren. Eine zentralsymmetrische Matrix, die zudem symmetrisch oder persymmetrisch ist, wird bisymmetrische Matrix genannt. Bisymmetrische Matrizen sind sowohl bezüglich ihrer Hauptdiagonale, als auch bezüglich ihrer Gegendiagonale symmetrisch.

### Blockstruktur
Zentralsymmetrische Matrizen mit gerader Anzahl von Zeilen und Spalten besitzen eine spezielle Blockstruktur der Form
{\displaystyle A={\begin{bmatrix}B&JCJ\\C&JBJ\end{bmatrix}}\in K^{2n\times 2n}},
wobei {\displaystyle B,C\in K^{n\times n}} sind. Zentralsymmetrische Matrizen mit ungerader Anzahl von Zeilen und Spalten haben die Struktur
{\displaystyle A={\begin{bmatrix}B&y&JCJ\\x&z&xJ\\C&Jy&JBJ\end{bmatrix}}\in K^{(2n+1)\times (2n+1)}},
wobei {\displaystyle B,C\in K^{n\times n}}, {\displaystyle x\in K^{1\times n}}, {\displaystyle y\in K^{n\times 1}} und {\displaystyle z\in K} sind.

### Eigenwerte
Die Eigenwerte einer zentralsymmetrischen Matrix mit einer geraden Anzahl von Zeilen und Spalten sind dann gegeben als die Eigenwerte der Matrizen
{\displaystyle F=B-JC}   und   {\displaystyle G=B+JC}.
Die jeweils zugehörigen Eigenvektoren haben dann die Form
{\displaystyle {\begin{pmatrix}u\\-Ju\end{pmatrix}}}   und   {\displaystyle {\begin{pmatrix}v\\Jv\end{pmatrix}}},
wobei {\displaystyle u} ein Eigenvektor von {\displaystyle F} und {\displaystyle v} ein Eigenvektor von {\displaystyle G} ist. Bei zentralsymmetrischen Matrizen mit einer ungeraden Anzahl von Zeilen und Spalten sind die Eigenwerte gegeben als die Eigenwerte der Matrizen
{\displaystyle F=B-JC}   und   {\displaystyle {\bar {G}}={\begin{bmatrix}z&{\sqrt {2}}x\\{\sqrt {2}}y&B+JC\end{bmatrix}}}.
Die jeweils zugehörigen Eigenvektoren haben dann die Form
{\displaystyle {\begin{pmatrix}u\\0\\-Ju\end{pmatrix}}}   und   {\displaystyle {\begin{pmatrix}{\bar {v}}\\{\sqrt {2}}\alpha \\J{\bar {v}}\end{pmatrix}}},
wobei {\displaystyle u} ein Eigenvektor von {\displaystyle F} und {\displaystyle (\alpha ,{\bar {v}}^{T})^{T}} ein Eigenvektor von {\displaystyle {\bar {G}}} ist.

### Summe und Produkt
Die Summe {\displaystyle A+B} zweier zentralsymmetrischer Matrizen {\displaystyle A} und {\displaystyle B} ergibt wieder eine zentralsymmetrische Matrix, ebenso sind auch skalare Vielfache {\displaystyle cA} mit {\displaystyle c\in K}. Nachdem die Nullmatrix trivialerweise zentralsymmetrisch ist, bilden die zentralsymmetrischen Matrizen einen Untervektorraum im Matrizenraum {\displaystyle K^{n\times n}}.
Das Produkt {\displaystyle A\cdot B} zweier zentralsymmetrischer Matrizen ergibt ebenfalls wieder eine zentralsymmetrische Matrix, denn es gilt
{\displaystyle JAB=AJB=ABJ}.
Nachdem die Einheitsmatrix ebenfalls zentralsymmetrisch ist, bilden die zentralsymmetrischen Matrizen eine Unteralgebra der assoziativen Algebra der quadratischen Matrizen.

### Inverse
Die Inverse {\displaystyle A^{-1}} einer regulären zentralsymmetrischen Matrix ist wiederum zentralsymmetrisch, denn es gilt
{\displaystyle JA^{-1}=(AJ)^{-1}=(JA)^{-1}=A^{-1}J}.
Die regulären zentralsymmetrischen Matrizen bilden somit eine Untergruppe der allgemeinen linearen Gruppe {\displaystyle \mathrm {GL} (n,K)}.

## Anwendungen
Zentralsymmetrische Matrizen treten beispielsweise bei der numerischen Lösung bestimmter Differentialgleichungen und Eigenwertprobleme, bei der Untersuchung von Markow-Prozessen und in einer Reihe physikalischer Problemstellungen auf.